# 朱丹
朱丹（1981年8月4日—），女，浙江绍兴人，中国主持人、演员、歌手，小时光创办人。

## 生平
2003年7月毕业于浙江传媒学院播音与主持专业。2003年1月到浙江卫视工作。2007年9月30日起与华少搭檔主持浙江卫视《我爱记歌词》。2011年4月起与华少搭档主持浙江卫视《中国梦想秀》。
2012年，30岁的朱丹離開浙江衛視後主持安徽卫视的新节目《势不可挡》。
2012年，朱丹加入湖南卫视，与邱启明一起主持节目《女人如歌》、《中国最强音》等节目。
2019年9月，朱丹特别主演的都市青春剧《我在未来等你》播出；12月3日，她还受邀担任了COSMO时尚美丽盛典的现场主持人。
2020年5月2日，主持的少年语言成长进阶秀节目《超能说学院》播出。

## 影视作品

### 節目主持
- 2003年浙江卫视《气象万千》
- 2004年浙江卫视《新闻晚报》
- 2004年浙江卫视《娱乐财富》
- 2006年浙江卫视《太可乐了》
- 2007年浙江卫视《公民行动》、《我爱记歌词》
- 2009年浙江卫视《越跳越美丽》
- 2010年浙江卫视《婚姻保卫战》
- 2011年浙江卫视《中国梦想秀》(第一至三季)
- 2012年安徽卫视《势不可挡》
- 2012年湖南衛視《女人如歌》
- 2012年《香港亞洲流行音樂節2012》（翡翠台播出）
- 2013年湖南卫视 《中国最强音》
- 2014年湖南卫视 《亲爱的加油》
- 2015年江苏卫视《减出我人生》
- 2016年《心路》(2017年11月15日-腾讯视频独播)

### 綜藝節目
- 2014年天津卫视 《囍从天降》（參加者身份參與）
- 2015年《CCTV家庭幽默大赛》(第一季)
- 2015年江蘇衛視 《星廚駕到》(第二季)（參加者身份參與）
- 2016年《CCTV家庭幽默大赛》(第二季)
- 2016年《火星情报局》(网综)第11和13期
- 2016年北京卫视《传承者之中国意像》
- 2017年CCTV 1 《出彩中国人》少儿组评委
- 2018年浙江卫视《嗨蓝朋友》
- 2019年《做家務的男人》（網綜）
- 2020年 《做家務的男人》(第二季)
- 2021年 《做家務的男人》(第三季)
- 2022年《上班啦!媽媽》
- 2023年《愛的修學旅行》
- 2024年《乘風2024》

### 电视剧
| 首播年份 | 剧名                              | 角色   | 备注           |
| 2009年   | 故夢                              | 姚芷英 |                |
| 2010年   | 爱上女主播                        | 徐丹萍 |                |
| 2013年   | 钱多多炼爱记                      | 朱律师 | 网剧           |
| 2013年   | 快乐ELIFE                         |        | 客串演出，网剧 |
| 2014年   | 爱的妇产科                        | 叶紫   |                |
| 2014年   | 一又二分之一的夏天                | 丁玲   |                |
| 2014年   | 金牌律师                          | 朱言   |                |
| 2015年   | 待嫁老爸                          | 苏简   |                |
| 2015年   | 爱的妇产科                        | 叶紫   |                |
| 2016年   | 八九不离十                        | 张玉霞 |                |
| 2017年   | 爱是欢乐的源泉                    | 江卉   |                |
| 2019年   | 我在未來等你                      | 谭晓婉 |                |
| 2024年   | 锦绣安宁                          | 公主   |                |
| 待播     | 表妹万福                          |        |                |
| 未播出   | 熟女翻身日记 又名：女人三十朱冬花 | 莫小闵 | 2012年拍攝     |

### 电影
| 上映年份 | 电影名         | 角色   |
| 2013年   | 我爱的是你爱我 | 梁蕾   |
| 2014年   | 绣春刀         | 魏廷   |
| 2014年   | 房车奇遇       | 苏队长 |
| 2016年   | 爸爸的木房子   | 陈凝   |
| 2019年   | 決勝時刻       | 播音員 |
| 2022年   | 永不妥协       | 丽     |

### 微电影
- 2012年3月：《石头剪刀布》饰 未婚妻

### 音乐作品
- 2010年12月28日：个人首张专辑《只为遇见你》,收录《只为遇见你》、《想起》、《我曾深爱的你》、《毛毛虫》、《你是我的巧克力》 五首歌曲。

## 获奖
- 2008年度全国最佳主持新人奖
- 2009年综艺最具潜力主持人奖
- 2016年第三届美动华人颁奖盛典暨凤凰生活十周年庆典-年度跨域风行艺人奖
- 2016年优酷“星空之夏·明星生活+之夜”-十大明星生活家
- 2016年《美丽俏佳人》“享耀你的美”粉红星力量风尚盛典-年度最享耀先锋态度女明星

## 失误事件
2013年5月朱丹在主持一期《中國最強音》节目时误将湖南卫视短信互动号码播报成了原东家浙江卫视的号码，字幕也跟着错了。有疑似湖南卫视内部人士称节目组损失至少过千万，南方都市报记者向浙江卫视求证到相关损失最多只会有几百元。
朱丹在“2019COSMO时尚美丽盛典”中多次出现口误，比如将张丽娜读作周丽娜，将古力娜扎误认为迪丽热巴并读作“迪丽热妈”，此外12月10日，她又在主持某活动时误将陈立农的名字念错。朱丹一系列口误引发大量的恶搞，许多网民将其制作成鬼畜视频，朱丹后来也因此做客《吐槽大会》。后来又有网友爆料朱丹在录制节目时连续念错王思純名字，朱丹经纪人后来澄清这是节目的游戏环节的娱乐效果，相关视频只是节目录制过程的录像并且有恶意的改动，并否认了网友对于朱丹“是故意说错嘉宾名字借机炒作”的指控。
2020年1月10日，朱丹工作室发表声明就其近期频繁口误致歉，并表示：“对于擅用媒体话语权，进行污蔑、造谣的營銷號，本工作室己委托律师依法取证，并保留追诉的权利。”